# Pneumoroidea
Los pneumóridos (Pneumoridae) son una familia de insectos ortópteros celíferos y el único miembro de la superfamilia Pneumoroidea. Se distribuye por África.

## Géneros
Según Orthoptera Species File (31 mars 2010):
- Bullacris Roberts, 1941
- Parabullacris Dirsh, 1963
- Paraphysemacris Dirsh, 1963
- Peringueyacris Dirsh, 1965
- Physemacris Roberts, 1941
- Physophorina Westwood, 1874
- Pneumora Thunberg, 1775
- Pneumoracris Dirsh, 1963
- Prostalia Bolívar, 1906